# یدی (کنیا)
یدی  (به انگلیسی: Yedi) روستایی در استان ساحلی، کنیا می‌باشد.